# Karl M. Baer
Karl M. Baer (20 de maio de 1885 – 26 de junho de 1956) foi um autor alemão-israelense, assistente social, reformador, sufragista e sionista.
Nascido intersexo e designado como mulher ao nascer, ele se assumiu como homem trans em 1904, aos 21 anos. Em dezembro de 1906, ele se tornou a primeira pessoa trans a se submeter a uma cirurgia de redesignação sexual, e se tornou um dos as primeiras pessoas transexuais a obter reconhecimento legal completo de sua identidade de gênero ao ter uma certidão de nascimento masculina emitida em janeiro de 1907. No entanto, alguns pesquisadores contestaram seu rótulo de homem trans, teorizando que ele era intersexo, e não transgênero.
Baer escreveu notas para o sexólogo Magnus Hirschfeld sobre suas experiências de crescer como mulher enquanto sentia por dentro que era homem. Juntos, eles desenvolveram essas notas no livro semificcional e semiautobiográfico Aus eines Mannes Mädchenjahren (1907) que foi publicado sob o pseudônimo N.O. Body. O livro "foi imensamente popular", sendo "adaptado duas vezes para o cinema, em 1912 e 1919". Baer também ganhou o direito de se casar e o fez em outubro de 1907.
Apesar de ele ter sido submetido a uma cirurgia de reafirmação de gênero em 1906, os registros exatos dos procedimentos médicos pelos quais passou são desconhecidos, pois seus registros médicos foram queimados na queima de livros nazista na década de 1930, que visava especificamente os estudos de Hirschfield.

## Vida

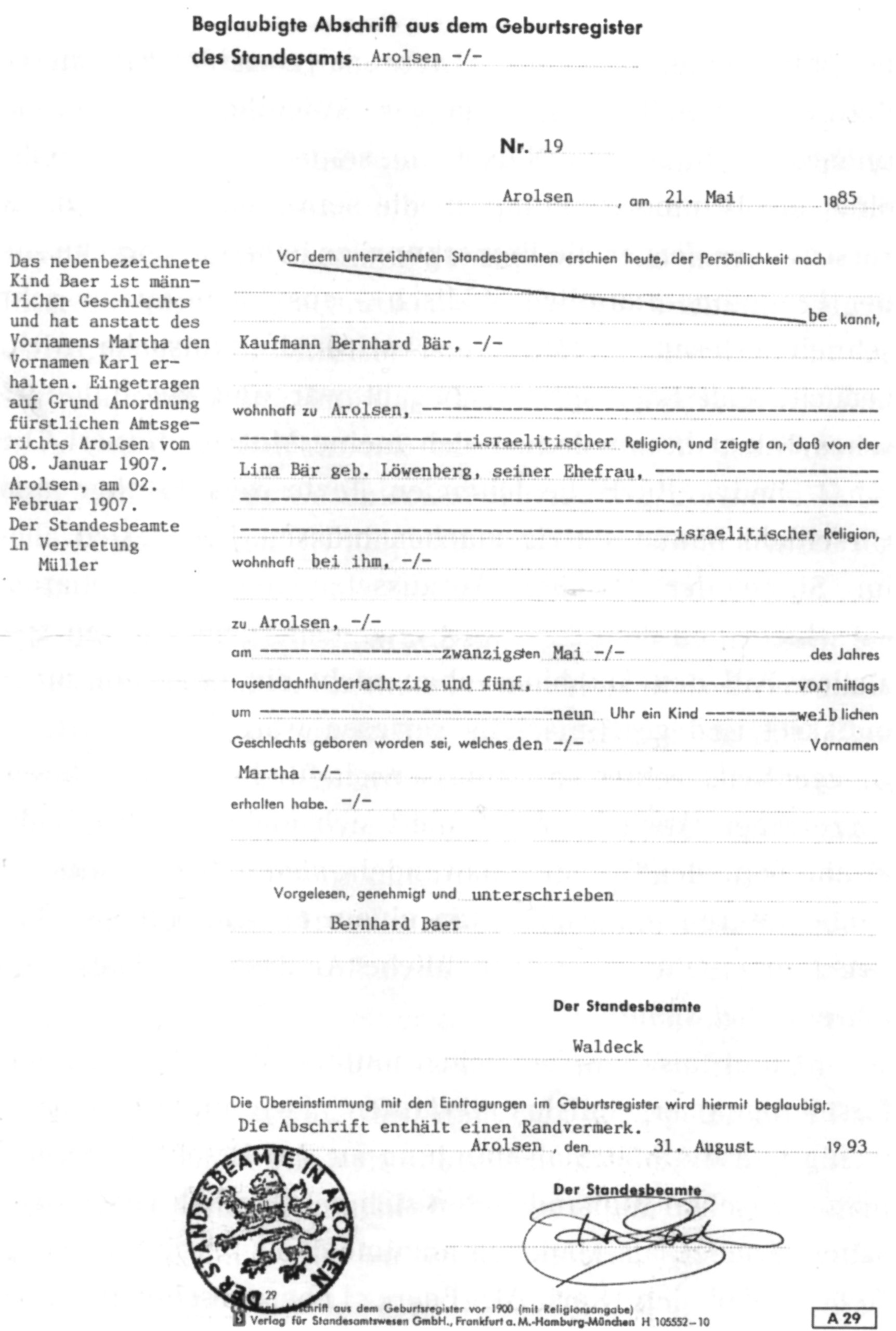
Beglaubigte Abschrift von Baers Geburtseintrag beim Standesamt Arolsen / 1969 Cópia Oficial "cópia autenticada" de sua entrada corrigida no Registro de Nascimento Alemão Arolsen (Hesse)

Baer nasceu em 20 de maio de 1885. Era intersexo, tendo nascido com hipospádia, um tipo de pseudo-hermafroditismo. Seus "órgãos genitais de formato incomum" fizeram com que a família de Baer o criasse como uma menina, embora ele fosse "hormonalmente e, de acordo com o conhecimento atual, geneticamente masculino", além de se identificar com o gênero masculino.

### Vida pessoal e ativismo
Baer estudou economia política, sociologia e pedagogia em Berlim e Hamburgo, e tornou-se assistente social (Volkspflegerin) e sufragista confirmado. Em maio de 1904 foi enviado para a Galícia sob os auspícios do capítulo de Hamburgo dos B'nai B'rith, para fazer campanha contra o tráfico de mulheres de países pobres e pelos direitos de todas as mulheres à educação. Aqui, em Lemberg (hoje Lviv), Karl conheceu a igualmente ativa Beile Halpern, com quem mais tarde se casaria.
O trabalho de Baer incluiu o ativismo entre as mulheres locais. Encorajou-as a fazer campanha a favor do jardim de infância e da oferta escolar, o que permitiria às mulheres trabalhar fora de casa e reduziria as dificuldades financeiras que levaram algumas a traficar as suas filhas ou a enviá-las para o serviço. Baer trabalhou para obrigar as autoridades ao longo das rotas estabelecidas de tráfico humano a verificar documentos de identidade e combater o movimento ilegal. Ele também promoveu o movimento pela educação das mulheres e tornou-se conhecido como reformista em toda a Europa Oriental e na Alemanha.
Baer foi inicialmente enviado para a Galícia por dois anos; ele retornou à Alemanha depois de apenas um, tendo atraído censura por sua linguagem corporal masculina, estilo argumentativo e defesa enérgica da causa. De acordo com notas de caso do sexólogo Magnus Hirschfeld, do Institut für Sexualwissenschaft, Baer então fez a transição para sua identidade masculina e começou a viver como homem. Ele foi diagnosticado como um "pseudo-hermafrodita masculino" e foi submetido a uma rudimentar cirurgia de afirmação de gênero em vários estágios em outubro de 1906. Após a convalescença, ele recebeu alta do hospital em dezembro de 1906, com um atestado médico de seu novo gênero. A sua nova identidade foi confirmada pelos tribunais de Arolsen (sua cidade natal) em 8 de janeiro de 1907, com o médico berlinense Georg Merzbach atuando como perito médico.
Karl Baer manteve a inicial do meio "M", aparentemente decorrente de seu nome de nascimento, para conectá-lo às suas publicações anteriores sob o nome "M Baer". Mais tarde na vida, ele disse que a letra significava "Max"; em sua lápide o nome do meio é "Meir". Em outubro de 1907 casou-se com Beile Halpern; ela morreu em março de 1909 e ele se casou novamente com Elza Max (1887–1947). De 1908 a 1911, Baer foi agente de vendas de seguros; em 1º de janeiro de 1911, assumiu o cargo de Cônsul para a Vida Judaica em Berlim. Em dezembro de 1920, tornou-se diretor da seção de Berlim do loge B'nai B'rith, cargo que ocupou até o fechamento forçado da seção pelo Gestapo em 19 de abril de 1937. Baer era então uma figura importante na sociedade judaica, e sua influência na vida cultural o colocou em conflito com a administração nazista. Ele foi autorizado a emigrar com sua esposa em junho de 1938 para a Palestina, que mais tarde se tornaria Israel, onde trabalhou entre 1942 e 1950 como agente de seguros.
Em 1950, ele estava ficando cego e teve que abandonar o emprego. Ele viveu em um trisal com sua esposa e sua secretária, Gitla Fish, que se mudou para morar com ele e sua esposa. Ele está enterrado no cemitério Kiryat-Shaul em Tel Aviv sob o nome de Karl Meir Baer.

## Livro e filme
Como parte de sua análise e terapia, Baer escreveu notas para Hirschfeld sobre suas experiências de crescer quando menina, enquanto sentia por dentro que era homem. Ele e Hirschfeld juntos transformaram essas notas no livro semificcional e semiautobiográfico Aus eines Mannes Mädchenjahren, "Memórias dos primeiros anos de um homem", publicado em 1907 sob o pseudônimo N.O. Body. Os detalhes da formação de Baer também foram alterados para evitar que os leitores o identificassem no texto. Hirschfeld, um fervoroso defensor da noção de um “terceiro sexo”, ao qual qualquer pessoa desconfortável com as normas de gênero ou a dicotomia sexual poderia atribuir-se, esperava que o livro explicasse o dilema que muitas crianças intersexuais sofreram quando forçadas a um sistema de dois gêneros. O livro passou por várias reimpressões e traduções, rendendo a Baer uma renda contínua mais tarde na vida. As edições posteriores, especialmente as publicadas após a Primeira Guerra Mundial, foram reescritas à luz das mudanças na aceitação social e para cumprir novos objetivos sociais e políticos.
Em 1919 Karl Grune adaptou o livro de Baer para uma autobiografia fictícia e para o roteiro de um filme mudo estrelado pela atriz alemã Erika Glässner (1890–1959) como "Nobody". Nenhuma cópia do filme parece ter sobrevivido ao período nazista e à Segunda Guerra Mundial.
O historiador e escritor Hermann Simon, cujas tias e mãe eram amigas de Baer e sua esposa, escreveu um pequeno livro, Wer ist Nobody? para inclusão em uma edição impressa de 1993 de Aus eines Mannes Mädchenjahren.
Uma tradução para o inglês de Deborah Simon, baseada em uma reimpressão alemã do pós-guerra, foi publicada em 2005 sob o nome Memoirs of a Man's Maiden Years.